# Boleráz
Boleráz (Hongaars: Bélaház) is een Slowaakse gemeente in de regio Trnava, en maakt deel uit van het district Trnava.
Boleráz telt 2.158 inwoners.
Het ligt in de Karpaten en is een belangrijke archeologische vindplaats. Zo zijn er meer dan 150 kleischalen gevonden met afbeeldingen van "rollend transport", kopererts dat vanuit de bergen wordt aangevoerd. Aangenomen wordt, dat de Boleráz-cultuur een van de plaatsen is, waar de ontwikkeling van boomstam tot wiel heeft plaatsgevonden.

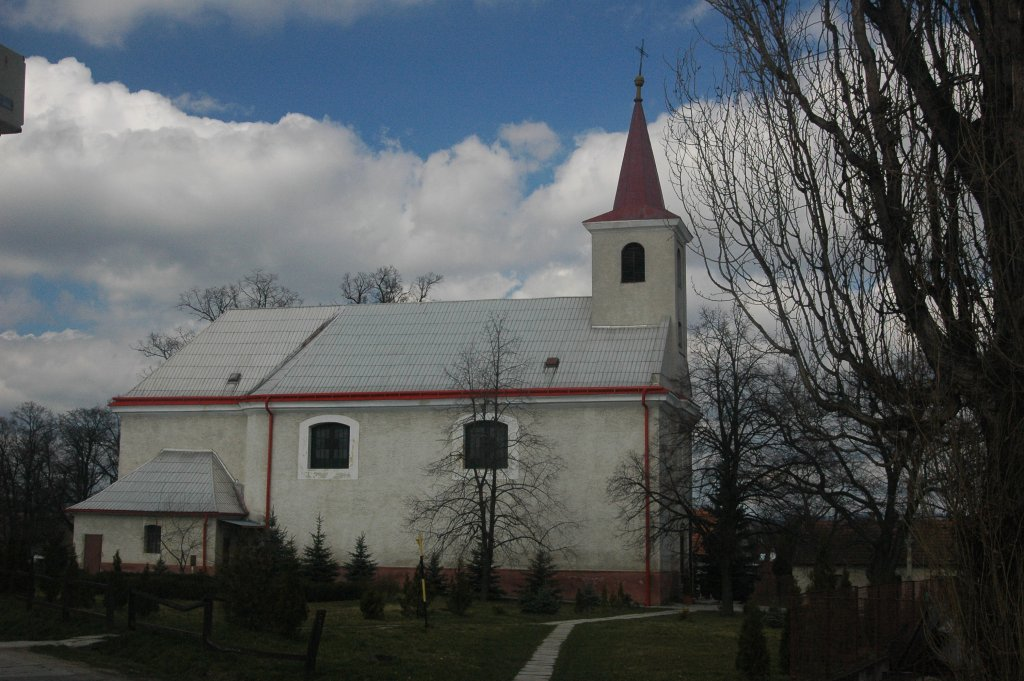
Boleráz